# وادی فلاح
وادی فلاح (عربی: وادي الفلاح) یا نهر اورن (عبری: נחל_אורן‎) یک منطقه باستانی روی کوه کرمل در فاصله ۱۰ کیلومتری جنوب حیفا در اسرائیل است. وادی فلاح نخستین بار در سال ۱۹۴۱ کاوش شد. شواهد زندگی از دوران‌های مختلف پیشاتاریخی از پارینه‌سنگی تا نوسنگی پیش از سفال ب درین سایت یافت شده است.